# Борживой II (Бохемия)
Борживой II или Боривой II (на чешки: Bořivoj II.; * 1064, † 1124) носи титлата херцог на Бохемия на два пъти в началото на XII век като представител на Премисловата династия. Той е наследник на Бржетислав II.

## Управление
Управлението на Боривой II започва на 25 декември 1100 г. с гражданска война, след като правата му са оспорени от неговия братовчед Олдрих Бърненски. Двамата се борят и за подкрепата на Свещения Римски Император Хайнрих IV, но в крайна сметка Олдрих е принуден да отстъпи.
През 1102 г. умира херцогът на Полша Владислав I Херман и Боривой заедно с Святополк, друг негов братовчед, се намесват в последвалите борби за властта над полските земи. Двамата братовчеди обаче се конфронтират, след като Боривой запазва за себе си полски откуп. Срещу бохемския херцог избухва въстание, в което се включва дори брат му Владислав Пжемисл, а външна подкрепа за неподчинението оказва Коломан Унгарски. Хайнрих Германски запазва неутралитет, но запазва и симпатиите си към бохемския херцог и когато през 1107 г. бунтовниците влизат в Прага и Боривой е заловен императорът притиска победителите да запазят живота му и да го освободят. В този епизод не може да се изключи и по-голяма дипломатическа комбинация на императора и унгарския крал, защото още през 1108 г. между тях двамата избухва нова фаза на войната, причинена от изгнанието на принц Алмош Унгарски през 1097 г. Святополк Бохемски се включва в кампанията на страната на Хайнрих, но е убит в покушение под стените на Глогов от Вршовци в името на Боривой. Херцогството се печели от Владислав Пжемисл, но през 1117 г. той се сдобрява с Боривой и разделя херцогството с него.
През 1120 г. Боривой отстъпва цялата власт на брат си Владислав и се оттегя на доброволно изгнание в Унгария, където и умира на 2 февруари 1124 г.